# Барбансон, Октав-Иньяс де Линь-Аренберг
Октав-Иньяс де Линь-Аренберг (фр. Octave-Ignace de Ligne-Arenberg; 12 марта 1643 — 29 июля 1693, под Неервинденом) — 3-й князь де Барбансон, военачальник и государственный деятель Испанских Нидерландов, губернатор Намюра.

## Биография
Сын Альбера де Линь-Аренберга, князя де Барбансона, и Марии де Барбансон, виконтессы де Дав.
Граф д'Эгремон и де Ла-Рош, виконт де Дав, пэр Эно, великий сокольничий Нидерландов (1658), полковник кавалерийского полка своего имени.
О начальном этапе его военной карьеры Луи-Просперу Гашару не удалось обнаружить сведений. В 1671 князь де Барбансон был произведен в ранг генерал-сержанта (sergent général de bataille) королевской армии в Нидерландах.
Анонимный автор описания Брюссельского двора, составленного около 1668 года под названием Discours contenant les portraits des personnes de qualité et déconsidération qui sont attachées au service de S. M. C. aux Pays-Bas, характеризует князя следующим образом:

Он весьма умен и приятен в общении, и имеет довольно веселый нрав, который очень сильно нравится дамам, и сильно не нравится мужчинам: ибо он пользуется такой же враждебностью у последних, как и милостью у первых. Вольности с одной очень красивой канониссой привели его к конфликту с целой семьей храбрецов, которые использовали дуэль и проект убийства для того, чтобы призвать его к ответу, но он разобрался с неприятностями, проявив много чувства, ловкости и достоинства. У него немного собственности, хотя он и достоин большего из-за своей склонности к благородству и славе, и, если говорить прямо, это один из самых блестящих умов Нидерландов.— Gachard L.-P. Barbançon (Octave-Ignace de Ligne-Arenberg, prince de), col. 698
Незавидное имущественное положение князь поправил благодаря блестящему испанскому браку, женившись в 1672 году на придворной даме королевы Марии Анны Австрийской, и тем самым добившись расположения двора и министров.
В апреле 1674 граф де Монтерей, генерал-губернатор Нидерландов, отправил Барбансона в Лондон для выражения признательности королю Карлу II за восстановление мира между Англией и Испанией.
29 октября 1675 Октав-Иньяс стал преемником графа ван Мегена на посту губернатора, верховного бальи и капитан-генерала города и провинции Намюра.
15 марта 1682 Карл II пожаловал ему орден Золотого руна; цепь была вручена 8 октября в Рурмонде принцем фон Нассау, губернатором Гелдерна, дуайеном ордена в Нидерландах.
В 1687 году Барбансон был произведен в чин генерал-кампмейстера армий Его Католического Величества.
В ходе войны Аугсбургской лиги князь де Барбансон руководил обороной Намюра, после падения в 1691 году Монса оставшегося сильнейшей испанской крепостью во Фландрии.
25 мая 1692 к городу подошла армия из 40 батальонов и 90 эскадронов (33 тыс. чел.), предводительствуемая лично Людовиком XIV, тогда как маршал Люксембург во главе 66 батальонов и 209 эскадронов прикрывал осаду.
Город и старый замок обороняли три испанских пехотных полка, общей численностью в 1 тыс. чел.; четыре валлонских пехотных полка и вольная рота лейтенанта замка Рондо, всего 600 человек; два бранденбургских полка (1000 чел.), три голландских полка (1500 чел.), и две сотни кавалеристов из полка кампмейстера Водемона, вольной роты капитана Пети, и драгунской роты майор-сержанта Феррары. В форте Гийом, недавно возведенном полковником Кохорном, размещались шесть пехотных голландских полков (примерно 2—3 тыс. чел.)
В ночь с 29 на 30 мая французы начали осаду. 5 июня город решил сдаться. После переговоров Людовик согласился оставить жителям их вольности, а гарнизону дал 48 часов на то, чтобы укрыться в замке, пообещав, что в течение этого срока осаждающие не будут его атаковать со стороны города, если осажденные первыми не откроют огонь.
7 числа французы начали действия одновременно против форта Гийом и цитадели. Вечером 22-го они предприняли столь яростный штурм, что раненый Кохорн приказал бить шамаду. На следующий день он покинул укрепление с воинскими почестями. У него оставалось около 80 офицеров и 1200 солдат, которых переправили в Гент долгим кружным путем через Динан, Шарлемон, Рокруа, Авен, Ландреси, Ле-Кенуа, Валансьен, Турне и Куртре.
Овладев фортом Гийом, французы установили там батарею, производившую непрерывный обстрел и бомбардировку замка. 28 июня они захватили пути сообщения и контрэскарп. Горнверк был захвачен в ночь с 29-го на 30-е, после чего падение крепости стало лишь вопросом времени. 30 июня Барбансон направил парламентеров для выработки приемлемых условий капитуляции. В тот же день она была подписана, и 1 июля князь под барабанный бой вывел гарнизон через брешь, после чего войска в полном порядке продефилировали между двумя рядами войск принца Конде и маршала д'Юмьера, выставившими для их встречи свои элитные части: полки французской и швейцарской гвардии, и королевский пехотный полк.
К этому времени гарнизон Намюра состоял из 400 испанцев, 300 валлонов, 600 бранденбуржцев и 600 голландцев; «дезертирство, в еще большей степени, чем французские пули и ядра, проредило порядки частей двух последних наций». По условиям капитуляции испанцы увозили четыре пушки и две мортиры, принадлежавшие их армии, а голландцы — две пушки, являвшиеся собственностью Генеральных штатов.
По словам герцога де Сен-Симона:

На двадцать седьмой день после отрытия траншеи (это был вторник, 1 июля 1692 года) комендант крепости принц де Барбансон признал себя побежденным, что было весьма кстати для осаждающих, уже истощивших все свои  возможности и измученных нескончаемым ненастьем, превратившим лагерь в сплошное болото. Даже лошади Короля питались одними листьями, и, надо сказать, испытание это не прошло бесследно ни для боевых, ни для обозных лошадей. Совершенно очевидно, что, если бы не присутствие Короля, чья бдительность была душой всей осады и который, даже того не требуя, заставлял делать  невозможное, настолько велико было желание угодить ему и отличиться,  операция никогда не была бы доведена до конца; впрочем, неизвестно, какой бы оборот приняли события, продержись осажденные еще дней десять, а все считали, что в этом не было ничего невозможного. Моральные и физические тяготы, перенесенные во время осады, вызвали у Короля сильнейший приступ подагры, какого с ним никогда ранее не случалось, что, однако, не мешало ему, даже прикованному к постели, собирать, как в Версале, заседания Совета, обо всем  заботиться и все предвидеть, и так все время, что длилась осада. (…) Барбансон довольно неловко поздравил Месье Принца и, казалось, был в отчаянии от утраты крепости, а вместе с ней и должности верховного бальи Намюра, приносившей ему сто тысяч ливров годового дохода. (…) Намюр, один из самых укрепленных городов в Нидерландах, был славен тем, что ни разу не переходил в руки чужеземного властителя. А потому жители весьма сожалели о господине Барбансоне и не таили слез.— Сен-Симон, Л. де. Мемуары. 1691—1701, с. 24
Гашар полагает вполне естественным недовольство Барбансона поражением и утратой губернаторского поста, но сообщение о ста тысячах ливров годового дохода считает одним из многочисленных вымыслов французского мемуариста. По его словам, счета, сохранившиеся в королевских архивах подтверждают, что князь не получал из казны никакого содержания в качестве губернатора, и должен был довольствоваться генеральским жалованием. Все, что он мог получать от города и провинции, не превышало суммы в несколько тысяч флоринов.
Потеря столь важной позиции, как Намюр, вызвала сильное потрясение во всех Нидерландах. Общественное мнение обвиняло в поражении Вильгельма III Оранского, не осмелившегося ради деблокирования города вступить в бой с полевой армией маршала Люксембурга, прикрывавшего осаду. Во многих бельгийских городах голландцы подверглись оскорблениям. В отношении Барбансона также высказывались упреки: по общему мнению, он мог бы и повременить с капитуляцией. Специальная комиссия Максимилиана Эммануэля Баварского занималась расследованием действий офицеров гарнизона и командующего, но князь добился позволения отправиться с оправданиями в Мадрид.
Вероятно, ему удалось добиться успеха, так как в следующем году он был вновь призван к командованию в составе армии Вильгельма Оранского и Максимилиана Эммануэля. Барбансон показал большое мужество в кровопролитном сражении при Неервиндене, где исход дня оставался неясным в течение шести часов, когда пять последовательных французских атак были отражены правым флангом курфюрста, и противник потерпел неудачу в бою с левым флангом английского короля, добившись победы, лишь сломив более слабое сопротивление бранденбургских и ганноверских частей. Князь де Барбансон погиб в бою во время контратаки.

## Семья
Жена (13.01.1672): Тереса Мария Манрике де Лара, графиня де Тригильяна (ум. после 08.1696), дочь Иньиго Манрике де Лары, графа де Тригильяны, и Маргариты де Тавора. Принесла в приданое 50 000 экю. Бракосочетание состоялось в Мадриде в присутствии короля Карла II и королевы-регентши Марии Анны Австрийской
Дети:
- Мария Тереза де Линь-Аренберг (Мария дель Патросинио-и-лос Бенарос Мануэла Исавела Маргерита Хосефина Тереса Хоакина Ана Бенедикта) (12.03.1673—10.07.1738), княгиня де Барбансон, графиня де Ла-Рош, виконтесса де Дав. Муж 1) (6.10.1695): Исидор Томас Фольк де Кардона-и-Сотомайор (ум. 1699), 7-й маркиз де Гуадалесте, адмирал Арагона, вице-король Галисии; 2) (1700): Гаспар де Суньига Энрикес де Айала (ум. 1714), маркиз де Аквила-Фуэнтес, вице-король Галисии; 3 (контракт 14.12.1714): Анри-Анн-Огюст де Виньякур (ум. 1726 или 1760), граф де Ла-Рош и де Ланнуа
- Эмманюэль де Линь-Аренберг (Мануэла Мария Хосефина Стефания Хуана Инносента Доминика Ана Маргерита) (26.12.1675 — после 28.06.1742). Муж 1) (28.10.1696, Мадрид): Агостино Уртадо де Мендоса Гусман-и-Рохас, 7-й граф де Оргас, генерал-кампмейстер на границе Эстремадуры; 2): Космо де Португал-э-Силва (ум. после 1716)
- Шарль-Жозеф де Линь-Аренберг (6.06.1680—08.1681, Намюр)

Поскольку Октав-Иньяс не оставил мужского потомства, линия князей де Барбансон дома де Линь пресеклась с его смертью. Анри-Анн-Огюст де Виньякур, третий муж Марии Терезы де Линь-Аренберг, принял имя и герб своей жены, и стал титуловаться князем де Барбансон. Их единственная дочь, Мари-Огюста-Тереза-Габриель де Виньякур, принцесса де Линь-Барбансон, графиня де Фриджильяна, в 1737 году вышла замуж в аббатстве Ронсево в Пиренеях за Алонсо де Солиса, графа де Сальдуэна, герцога де Монтеллано, гранда Испании, вице-короля Наварры.